# Paul Chomedey de Maisonneuve
Paul Chomedey, sieur de Maisonneuve (Neuville-sur-Vannes, 15 febbraio 1612 – Parigi, 9 settembre 1676), è stato un militare francese.
Di origine aristocratica, Paul Chomedey entrò nell'esercito a soli tredici anni. Notato per la sua onestà ed abilità, venne assunto da Jérôme le Royer de la Dauversière, un gesuita che era a capo della Société Notre-Dame de Montréal per prendere possesso di una concessione nella Nuova Francia, più precisamente nell'attuale Isola di Montreal nella quale doveva sorgere una missione. Partito il 9 maggio 1641, con due navi, dal porto francese di La Rochelle e, dopo una difficile traversata dell'Oceano Atlantico arrivò a Québec in agosto. Maisonneuve, insieme agli altri coloni, passò l'inverno a Québec; in questo periodo il governatore Charles de Montmagny sconsigliò ai missionari di fondare una colonia nel territorio irochese. I missionari non desistettero alle pressioni di Charles de Montmagny, così nel maggio dell'anno successivo i coloni lasciarono Québec alla volta dell'Isola di Montreal. In quella zona fondarono Ville Marie, la futura Montreal, costruirono una cappella e un piccolo insediamento. Maisonneuve fu il primo governatore di Montreal: riuscì a mantenere la pace con gli Algonchini. Nel 1643 un'inondazione minacciò la colonia e, dopo le suppliche alla Vergine Maria affinché fermasse l'inondazione, Maisonneuve fece erigere una croce. Nello stesso anno gli irochesi si accorsero dell'insediamento, dando inizio a una guerra tra coloni francesi e nativi. In un momento di grave minaccia per l'esistenza della stessa colonia, Maisonneuve cercò di organizzare la difesa a Ville Marie. Nel 1645, dopo aver ricevuto la notizia della morte del padre, fece ritorno in Francia. Nel 1647, nonostante avesse ricevuto l'offerta di diventare governatore della Nuova Francia, Maisonneuve scelse ritornare a Ville Marie, dove le guerre con gli irochesi continuavano. A partire dalla primavera 1651 gli attacchi irochesi si facevano sempre più frequenti, tanto da minacciare l'esistenza della colonia. Nel 1652 Maisonneuve ripartì per la Francia con il compito di ingaggiare cento volontari per difendere la colonia. Al suo ritorno a Ville Marie con i cento volontari, trovò solamente una cinquantina di coloni. Negli anni successivi la colonia riuscì a sopravvivere e a crescere. Nel 1663 Ville Marie passò sotto controllo della corona. Nel settembre 1665 Maisonneuve ricevette da Alexandre de Prouville l'ordine di ritornare in Francia per un periodo indefinito. Dopo il ritorno in Francia, Maisonneuve visse in solitudine a Parigi.